# كيري غوثير
كيري غوثير (بالإنجليزية: Kerry Gauthier)‏ هو سياسي أمريكي، ولد في 6 نوفمبر 1955 في الولايات المتحدة. حزبياً، نشط في الحزب الديمقراطي. وقد انتخب عضو مجلس نواب مينيسوتا.